# エクアドルサッカー連盟
エクアドルサッカー連盟（エクアドルサッカーれんめい、西: Federación Ecuatoriana de Fútbol、略称：FEF）は、エクアドルにおけるサッカーの統括団体である。1925年に創設。

## 運営・組織
- セリエA (エクアドル)
- セリエB (エクアドル)（英語版）
- サッカーエクアドル代表
- サッカーエクアドル女子代表